# 北信越フットサルリーグ
北信越フットサルリーグ（ほくしんえつフットサルリーグ）は、北信越フットサル連盟が主催するフットサルの地域リーグである。
ヴィンセドール白山は2012年度より、ボアルース長野は2017年度よりFリーグ準会員リーグへも参加。
2017年度より1部8チームと、2部8チームの2リーグ制に再編された。

## 参加チーム

### 1部
- ヴィンセドール白山（石川県）[1]
- ボアルース長野（長野県）
- グランドルフ金沢（石川県）
- トロブラボ富山（富山県）
- Primasale 上越（新潟県）
- SOFT MOUNTAIN（富山県）
- 新潟モナルカ（新潟県）
- JOGARBOLA福井（福井県）

### 2部
- cabella niigata F3（新潟県）　＜再編により2部降格＞
- ASSIST FUTSAL CLUB（福井県）　＜再編により2部降格＞
- RUEDA FUTSAL NIIGATA（新潟県）　＜再編により2部降格＞
- SPIRIT南信州（長野県）　＜2017年度昇格＞
- レジスタ長岡（新潟県）　＜2017年度昇格＞
- AlRosse 松本（長野県）　＜2017年度昇格＞
- ビークス石川（石川県）[2]　＜2017年度昇格＞
- YKK（富山県）　＜2017年度昇格＞

## 歴代優勝チーム（1部制時代）
- 2003 - ジョカトーレ高岡（富山県）
- 2004 - ジョカトーレ高岡（富山県）
- 2005 - INDIGO SCORPION 1969（石川県）
- 2006 - VEEX KIMURA FUTSAL CLUB（石川県）
- 2007 - cabella niigata F3（新潟県）
- 2008 - 大原学園JaSRA（長野県）
- 2009 - VEEX KIMURA FUTSAL CLUB（石川県）
- 2010 - VEEX KIMURA FUTSAL CLUB（石川県）
- 2011 - VEEX KIMURA FUTSAL CLUB（石川県）
- 2012 - JOGARBOLA（福井県）
- 2013 - ビークス白山（石川県）
- 2014 - ビークス白山（石川県）
- 2015 - ボアルース長野（長野県）
- 2016 - ヴィンセドール白山（石川県）

## 1部リーグ歴代優勝チーム
- 2017- ヴィンセドール白山（石川県）
- 2018- レジスタ長岡（新潟県）

## 2部リーグ歴代優勝チーム
- 2017 - レジスタ長岡（新潟県）
- 2018 - Vulcan-D-Semplice（石川県）